# Mal·lardita
|  | No s'ha de confondre amb el també mineral mal·ladrita.. |

La mal·lardita o mallardita és un mineral de la classe dels sulfats que pertany al grup de la melanterita. Rep el seu nom en honor del cristal·lògraf, enginyer de mines i mineralogista francès François Ernest Mallard (1833-1894).

## Característiques
La mal·lardita és un sulfat de fórmula química Mn(SO₄)(H₂O)₆·H₂O. Cristal·litza en el sistema monoclínic. Apareix en forma de masses de fibres, de fins a 12 mm, eflorescències i crostes. La seva duresa a l'escala de Mohs és 2.
Segons la classificació de Nickel-Strunz, la mal·lardita pertany a «07.CB: Sulfats (selenats, etc.) sense anions addicionals, amb H₂O, amb cations de mida mitjana» juntament amb els següents minerals: dwornikita, gunningita, kieserita, poitevinita, szmikita, szomolnokita, cobaltkieserita, sanderita, bonattita, aplowita, boyleïta, ilesita, rozenita, starkeyita, drobecita, cranswickita, calcantita, jôkokuïta, pentahidrita, sideròtil, bianchita, chvaleticeïta, ferrohexahidrita, hexahidrita, moorhouseïta, niquelhexahidrita, bieberita, retgersita, boothita, melanterita, zincmelanterita, alpersita, epsomita, goslarita, morenosita, alunògen, metaalunògen, aluminocoquimbita, coquimbita, paracoquimbita, romboclasa, kornelita, quenstedtita, lausenita, lishizhenita, römerita, ransomita, apjohnita, bilinita, dietrichita, halotriquita, pickeringita, redingtonita, wupatkiïta i meridianiïta.

## Formació i jaciments
La mal·lardita és un mineral rar format per l'oxidació dels sulfurs i carbonats de Fe-Mn en condicions d'humitat relativa saturada; generalment post-mina, quan pot ser estacional. Va ser descoberta a la mina Lucky Boy, situada a les muntanyes Oquirrh (Utah, Estats Units). També ha estat descrita un altre indret de les muntanyes Oquirrh, a la mina Moon Anchoor (Colorado, EUA), diversos indrets de Nou Mèxic, Broken Hill (Nova Gal·les del Sud, Austràlia), les mines Rio Tinto (Huelva, Espanya), Sainte-Marie-aux-Mines (Alt Rin, França), Grotta del Vetriolo (Trento, Itàlia), la mina Johkoku (Hokkaido, Japó), dos indrets de la Bohèmia (República Txeca) i el primer con d'escòria del Tolbàtxik (Kamtxatka, Rússia).
Sol trobar-se associada a altres minerals com: melanterita mangànica (Mina Lucky Boy, Utah, EUA); jokokuïta, ilesita, rodocrosita, calcita mangànica, kutnohorita (mina de Jokoku, Japó); alabandita (Broken Hill, Austràlia); melanterita, chvaleticeïta, epsomita, jokokuita, rozenita, ilesita, copiapita, i guix (Chvaletice, República Txeca).